# Pilinczes József
Pilinczes József (Pécs, 1957. december 16. –) magyar színész.

## Életpályája
Mielőtt színész lett, különböző foglalkozásokat űzött. Többek között volt autószerelő, mezőgazdasági gépszerelő, bolti eladó, tanár, művelődési ház igazgató is. 1989-től a Pécsi Nemzeti Színház művésze, jelentős szerepeket játszott a Pécsi Harmadik Színházban is. A televíziónézők leginkább a Kisváros című sorozatból ismerik, ahol Gáti úr (recepciós) szerepét játszotta. Felesége Váradi Marianna, szoprán operaénekesnő.

## Fontosabb színházi szerepei
- Örkény István: Pisti a vérzivatarban... Pisti
- Sławomir Mrożek: Emigránsok... XX.
- Friedrich Schiller: Don Carlos... Lerma gróf
- Hervé: Nebáncsvirág... Chateau-Gibis
- William Shakespeare: Szeget szeggel... Bernát
- William Shakespeare: Rómeó és Júlia... Montague, veronai családfő, a Capuletek ellensége
- William Shakespeare: Vízkereszt, vagy bánom is én... Valentín (úr a Herceg kíséretében)
- William Shakespeare: III. Richárd... Lord Lovel
- Anton Pavlovics Csehov: Ivanov... Lebegyev (Pavel Kirillics)
- Makszim Gorkij: Éjjeli menedékhely... Golyvás (rakodómunkás)
- Nyikolaj Vasziljevics Gogol: A revizor... Sztyepan Iljics Uhovjortov (rendőrkapitány)
- Fjodor Mihajlovics Dosztojevszkij: Ördögök... Sztyepan (Trofimovics) Verhovenszkij
- Carlo Goldoni: A hazug... Brighella; Balanzoni
- Carlo Goldoni: A chioggiai csetepaté... Toni
- Romain Weingarten: A nyár... Félcseresznye
- Alan Alexander Milne: Micimackó... Micimackó
- Arthur Miller: Közjáték Vichyben... Bayard
- Füst Milán: Boldogtalanok... Sirma Ferenc
- Neil Simon: Furcsa pár... Speed
- Neil Simon: Yonkersi árvák... Eddie
- Fejes Endre: Jó estét nyár, jó estét szerelem!... apa
- Spiró György: Az imposztor... Skibinski - Cléante
- Spiró György: Elsötétítés... Apa
- Reginald Rose: Tizenkét dühös ember... 10. esküdt
- Eugene O’Neill: Hosszú az út hazafelé... Iván
- Molnár Ferenc: Az üvegcipő... Stetner úr
- Molnár Ferenc: Liliom... Berkovics
- Molnár Ferenc: A doktor úr... Cseresnyés
- Georges Feydeau: Osztrigás Mici... Sauvarel (alprefektus)
- Georges Feydeau: Bolha a fülbe... Baptistin
- Georges Feydeau: A hülyéje... Jean
- Ödön von Horváth: Mesél a bécsi erdő... Havlitschek
- Garaczi László: Imoga... Ocella
- Jerry Bock: Hegedűs a háztetőn... Mordcha, kocsmáros
- Jókai Mór: Az aranyember... Galambos (halász)
- Georg Büchner: Danton halála... szereplő
- László Miklós: Illatszertár... Jancsi (kifutó)
- Sárosi István: Kolosi csoda... Kolosi Béla (családfő és feltaláló)
- Háy János: A Herner Ferike faterja... Banda Lajos (a Banda Lajos faterja)
- Háy János: A Senák... Szódás Karesz
- Frederick Loewe – Alan Jay Lerner: My Fair Lady... Pickering ezredes
- Edmond Rostand: Cyrano de Bergerac... Carbon de Castel Jaloux (kapitány)
- Petőfi Sándor: A helység kalapácsa... Bíró
- J. M. Synge: A szentek kútja... Timmy (kovács)
- Karl Von Gutzkow: Uriel Acosta... Van Der Embden (rabbi)
- Csáth Géza: A Janika... Tolnay (háziorvos)
- Szép Ernő: Patika... Ignác
- Lev Birinszkíj: Bolondok tánca... Dernov (tábornok)
- Ion Luca Caragiale: Az elveszett levél... Agamemnon Dandanache
- Frederic Morton: Rudolf... Bratfisch (Rudolf kocsisa)
- Joshua Sobol: Getto... Áron (színész)
- Kálmán Imre: Csárdáskirálynő... Báró
- Albert Camus: Caligula... Helicon
- Weöres Sándor: A kétfejű fenevad, avagy Pécs 1686-ban... Őr (Salom)
- Galuska László Pál: A sivatag hercege... Ashil az öreg avagy Dzsamal, tevehajcsár
- Szirmai Albert – Bakonyi Károly – Gábor Andor: Mágnás Miska... Eleméry
- Jókai Mór – Böhm György – Korcsmáros György – Tolcsvay Béla – Tolcsvay László: A kőszívű ember fiai... Lánghy tiszteletes
- Martin McDonagh: A kripli... Doktor
- Szilágyi László – Eisemann Mihály: Én és a kisöcsém... Kucsera (végrehajtó)
- Ulrich Hub: Nyolckor a bárkán... Öregember

## Filmek, tv
- Trombi és a Tűzmanó (1990)
- Sose halunk meg (1993)
- Kisváros (sorozat) (1993-2001)
- Spiró György: Az imposztor (színházi előadás tv-felvétele)
- William Shakespeare: Rómeó és Júlia (színházi előadás tv-felvétele) (2003)
- Maksavízió (2003-2004)
- Georges Feydeau: Bolha a fülbe (színházi előadás tv-felvétele) (2014)